# Димитренко Анастасія Василівна
Анастасія Василівна Димитренко (нар. 8 листопада 2002) — українська спортсменка з настільного тенісу. Чемпіонка України. Член національної збірної України. Майстер спорту України з настільного тенісу. Гравець клубу Суперліги України «СумДУ Грація» (Суми).

## Життєпис
Народилася 8 листопаду 2002 року в місті Білгород-Дністровський на Одещині. 2008 року пішла до першого класу Вигінської ЗОШ І-ІІ ст. Білгород-Дністровського району, у цей же рік була записана до ДЮСШ міста Сергіївка Білгород-Дністровського району в групу настільного тенісу. У 12 років поступила до Київського спортивного ліцею-інтернату.
З 2019 року вчиться у Національному університеті фізичного виховання і спорту України.

## Спортивна біографія

### Мінікадетський і кадетський період
Перші кроки у настільному тенісі зробила ще у дошкільному віці під впливом батька — Василя Васильовича Димитренка. Він спочатку займався з нею сам, а потім записав Настю до ДЮСШ міста Сергіївка та до спортивного клубу «Сергіївка», де заняття проходили під керівництвом тренера — Олександра Сергійовича Буберенка. Увесь цей час виступала на дитячих регіональних турнірах з настільного тенісу, чемпіонатах Одеської області. У 2011 році була включена до складу команди «СОЦ-1» (Ізмаїл, Одеська область, тренер Ю. Я. Фарладанський) та брала участь у мінікадетській Дитячій лізі Клубного чемпіонату України.
З дванадцяти років починає тренування у Києві, в клубі «Лідер», під керівництвом Тетяни Борисівни Кокуніної. У 2015 році бере участь у своєму першому чемпіонаті України (для гравців 2000 року народження), який проходив у Івано-Франківську. У цьому ж році на іншому кадетському чемпіонаті (для гравців 2001 року народження в місті Умань) отримала бронзову нагороду у особистому розряді та золоту нагороду — з командою дівчат Одеської області.
На змаганнях для кращих гравців України віком 2001 року народження (ТОП-16, Вінниця, 28-30 січня 2016 року) займає друге місце та досягає необхідного рівня рейтингу ФНТУ для отримання звання «кандидат у майстри спорту України».

Анастасія в складі спортклубу «Сергіївка», 2013

Бувши кадеткою, Анастасія у сезоні 2013—2014 бере участь в Клубному чемпіонаті України за команду вищої ліги «ДЮСШ-3» міста Київ (тренер О. В. Шаблиста) та займає разом з партнерками друге місце. Наступного сезону — в складі цієї ж команди — перше.
Результати Анастасії Димитренко постійно зростають. У 2016 році на чемпіонаті України серед гравців 2002 року народження (Умань) вона стає абсолютною чемпіонкою, виборовши чотири золоті нагороди.
У цей же рік вона добуває звання «майстер спорту України» за зайняте друге місце в особистому розряді на чемпіонаті України серед юніорів (гравців 1998 року народження), який проходив у місті Умань з 19 по 23 квітня 2016 року.
Завдяки своїм високим результатам, Димитренко потрапляє до складу національної збірної кадетів, у складі якої брала участь у кадетських чемпіонатах Європи у 2016 та 2017 роках. Тренування та підготовка до чемпіонату проходили під керівництвом Тетяни Борисівни Кокуніної та Яніни Юріївни Кокуніної.
Успішно виступає за кордоном. На турнірі пам'яті  Броніслави Балайшене (Вільнюс, 23-25 червня 2017) вона займає перше місце серед кадетів в особистому розряді та перше — у команді (разом з Іолантой Євтодій).

### Юніорський період
На чемпіонаті України серед юніорів, який проходив у Вінниці з 23 по 27 квітня 2018 року завойовує дві золотих (у тому числі й в індивідуальному розряді) та дві срібних медалі. У командному турнірі була залучена за команду міста Київ («Київ-2»).
З 2018 року виступає за національну юніорську збірну України. Бере участь у юніорських чемпіонатах Європи 2018, 2019 років.
У 2019 року отримує срібні нагороди в парах (з Аліною Видрученко). На чемпіонаті України для дорослих займає перше місце у складі команди «Київ-1».
У 2018—2019 роках продовжує виступати за команду Суперліги «СумДУ Грація» в клубному чемпіонаті України. Два сезони поспіль команда здобуває золоті нагороди чемпіонату.
У 2020 році здобуває бронзову нагороду у чемпіонаті України в особистому розряді.

### У складі національної збірної України
2019 року включена до складу національної збірної України. Бере разом з командою участь у міжнародних матчах.

### Клубна кар'єра
З 2016 року починає грати за команду Суперліги України «СумДУ Грація» та займає у 2017 році разом з командою перше місце. У сезоні 2020/21 виступає за чеський клуб Moravsý Krumlov.